# Maurice André
Maurice André (Alès, 21 maggio 1933 – Bayonne, 25 febbraio 2012) è stato un trombettista francese.

## Biografia

### Formazione
Nato da una famiglia di minatori, fu indirizzato allo studio della tromba dal padre. Un professore del Conservatorio di Nîmes si offrì di fornirgli lezioni gratuite.
A causa delle precarie condizioni economiche della famiglia, fu però costretto ad alternare lo studio della tromba al lavoro in miniera, fino all'età di 17 anni, quando ebbe un grave incidente sul lavoro.
Al compimento della maggiore età iniziò il servizio militare ed entrò a far parte della Banda dell'8º Reggimento: grazie a ciò fu ammesso nel 1951 al Conservatoire de Paris, nella classe di Raymond Sabarich, dove ottenne un Primo premio in tromba e un Primo premio con menzione d'onore in cornetta (1953).

### Inizi della carriera
Ventenne, in qualità di solista entrò a far parte di formazioni d'orchestra come l'Orchestre Lamoureux (1953-1960), l'Orchestre Philharmonique de Radio France (1953-1963), e il Théâtre national de l'Opéra-Comique (1962-1967).
Negli anni seguenti vinse premi internazionali quali il Concorso internazionale di Ginevra nel 1955 e il Concorso internazionale di musica ARD di Monaco di Baviera nel 1963, dove gli fu assegnato il Primo Premio e dove lo stesso premio non verrà più assegnato nei successivi 40 anni.
Nell'arco di circa 40 anni, tra il 1955 e il 1995 ha realizzato oltre 250 registrazioni discografiche (di cui una cinquantina con l'orchestra da camera "Jean-François Paillard"), incidendo praticamente tutto il repertorio della tromba, spesso con direttori ed orchestre di prima grandezza, come Herbert von Karajan e Karl Richter.

### Insegnamento
Nel 1966, a 33 anni, divenne il successore del suo insegnante, Sabarich, al Conservatorio di Parigi, dove rimase fino al 1978. Negli stessi anni ha promosso e divulgato l'utilizzo della tromba piccola, fino a quel momento sconosciuta al grande pubblico, per l'esecuzione del repertorio barocco per tromba. Oltre ad ever eseguito gran parte del repertorio, ha trascritto ed adattato per tromba molti lavori per oboe, flauto, e perfino voce e strumenti ad arco. Tra gli allievi da lui formati al Conservatorio: Guy Touvron, Bernard Soustrot, Eric Aubier, Thierry Caens.
Nel 1979, con l'aiuto della Città di Parigi, ha fondato l'International Trumpet Competition, che oggi porta il suo nome (Maurice André Competition), un concorso mondiale per giovani talenti di cui è stato Presidente sino alla morte.

### Vita privata
Negli anni '90 si è esibito spesso con i figli, Beatrice (oboe) e Nicolas (tromba).
Maurice André ha passato gli ultimi anni della sua vita in ritiro nel sud della Francia ed è morto il 25 febbraio 2012 all'età di 78 anni a Bayonne.